# Fabrizio D'Ascenzo
Fabrizio D'Ascenzo (Roma, 24 agosto 1966) è un economista italiano, Presidente dell'INAIL dal 2024. È stato Preside della facoltà di Economia presso l'Università di Roma "La Sapienza" dal 2017 al 2023.

## Biografia
Figlio del chimico ed ex rettore dell'Università degli Studi di Roma "La Sapienza" Giuseppe D'Ascenzo, è un accademico italiano, professore ordinario di Scienze Merceologiche.
D'Ascenzo ha conseguito la laurea in Economia e Commercio presso l'Università "La Sapienza" di Roma. Successivamente ha completato un dottorato di ricerca in Merceologia dei Prodotti Alimentari presso "La Sapienza".
Ha iniziato la sua carriera accademica come ricercatore presso la Facoltà di Economia dell'Università della Tuscia a Viterbo, dove ha poi ricoperto il ruolo di professore associato fino al 2004. Nel 2005 è stato nominato professore ordinario presso la Facoltà di Economia dell'Università "La Sapienza" di Roma. Dal 2017 al 2023 ha ricoperto il ruolo di preside della Facoltà. Oltre al suo impegno accademico, D'Ascenzo ha diretto il Centro di Ricerca ImpreSapiens dal 2009 al 2021 e ha coordinato diversi progetti di ricerca e formazione. È stato responsabile del Master in Europrogettazione e Professioni Europee e ha coordinato numerosi programmi internazionali di ricerca.
Nel marzo 2022 ha ricevuto il titolo di dottorato honoris causa dall'Accademia degli studi economici di Bucarest per la sua attività di ricerca nel campo dell'innovazione tecnologica nell'economia della produzione. Nel 2021 lo stesso titolo dalla Saint Petersburg State University of Economics. Nel 2023 è stato insignito del titolo di professore onorario dalla Zhongnan University of Economics and Law di Wuhan in Cina.  
D'Ascenzo è stato nominato commissario dell'istituto nazionale per l'assicurazione contro gli infortuni sul lavoro (INAIL) il 15 giugno 2023. Nel febbraio 2024 è stato nominato Presidente dello stesso istituto. In passato, è stato Delegato del Rettore della Sapienza per i rapporti con le imprese e il mondo del lavoro, e dal 2015 al 2020 Delegato del Rettore per le sedi esterne.

## Aree di ricerca
Le principali aree di ricerca di D'Ascenzo comprendono:
- sfruttamento dell'innovazione tecnologica;
- applicazione delle tecnologie dell'informazione e della comunicazione (ICT) a contesti aziendali;
- utilizzo delle ICT nella pubblica amministrazione;
- valutazione delle tecnologie.